# Natural American Spirit
Natural American Spirit, a menudo denominada simplemente American Spirit, es una marca estadounidense de cigarrillos y otros productos de tabaco, actualmente propiedad de Reynolds American y fabricada por Santa Fe Natural Tobacco Company.

## Historia
La empresa fue fundada en 1982 por Bill Drake, autor de The Cultivator's Handbook of Natural Tobacco; Robert Marion, estudiante de acupuntura en el Instituto Kototama de Santa Fe; y Chris Webster, empresario y agente inmobiliario también radicado en Santa Fe. Las inversiones iniciales provinieron de Edward Wikes, un fontanero y contratista local que obtuvo un préstamo para respaldar el proyecto; Robert Wolf, trabajador en plataformas petrolíferas; y Philip Naumburg, heredero de la fortuna de Elkan Naumburg.  En enero de 2002, la empresa fue adquirida por Reynolds American y ahora es una subsidiaria independiente de propiedad absoluta de Reynolds American, que a su vez es propiedad de British American Tobacco.  Japan Tobacco anunció en septiembre de 2015 que adquirió el derecho a vender productos Natural American Spirit en mercados fuera de los Estados Unidos. 

## Mercados
Los cigarrillos Natural American Spirit se han vendido en Guatemala, Estados Unidos, Canadá, Países Bajos, Brasil, Reino Unido, Alemania, Suiza, Túnez, Japón, España, Italia, Francia, Grecia, Finlandia y Dinamarca .    

## Productos
Natural American Spirit ofrece varios tipos de cigarrillos con filtro seleccionados que están codificados por colores para indicar el contenido de nicotina y alquitrán, que se modifican mediante el uso de diferentes filtros y papel de cigarrillo.  American Spirit también tiene un cigarrillo con filtro Perique Blend, que contiene un 10% de tabaco Perique, y un cigarrillo con filtro orgánico, que contiene tabaco orgánico . 
Natural American Spirit también ofrece varios tabacos de liar en latas y bolsas.
En España, el tabaco de liar American Spirit viene en color azul (normal), naranja(ligero) o amarillo(ultraligero).
Los cigarrillos American Spirit se venden en paquetes de 20. Son los siguientes:  
- Naranja – Sabor original suave y delicado
- Amarillo – Mezcla original Sabor suave y original
- Azul – Mezcla original Sabor con cuerpo
- Verde claro – Mentol orgánico suave
- Verde oscuro: mentol orgánico con cuerpo
- Oro – Sabor orgánico suave
- Turquesa – Sabor orgánico con mucho cuerpo
- Negro – Perique Sabor Rico y Robusto
- Azul claro: sabor con cuerpo
- Azul oscuro: sabor intenso y de calidad superior cultivado en EE. UU.
- Tan – Cultivado en EE. UU., sabor suave y de primera calidad
- Cielo – Sabor suave
- Celadon Green: sabor único y equilibrado
- Hunter Green: sabor equilibrado y con cuerpo
- Gris – Perique Sabor Rico
- Ágata (solo en Japón): sabor dulce e intenso
- Marrón – Único sin filtrar

## Controversias

### Publicidad como cigarrillos 100% sin aditivos
Los productos Natural American Spirit en el año 2000 se promocionaban como " tabaco 100% libre de aditivos ".[cita requerida]
El Fiscal General de California, Jerry Brown, anunció el 1 de marzo de 2010 que su oficina había logrado un acuerdo con la Santa Fe Natural Tobacco Company para revelar claramente que su tabaco orgánico "no es más seguro ni más saludable" que otros productos de tabaco. Los fiscales generales de otros 32 estados y el Distrito de Columbia firmaron el acuerdo. 

### Uso de imágenes de nativos estadounidenses
El uso de imágenes de nativos de Estados Unidos por parte de la marca, como la representación de una persona indígena en el paquete y el uso de cuentos populares falsos, ha sido criticado como apropiación cultural y promoción de estereotipos.   Las investigaciones descubrieron que el uso de estas imágenes llevó a muchos fumadores, incluidos los pueblos indígenas, a tener la percepción errónea de que la marca era propiedad de una tribu o estaba operada por ella o en tierras tribales y que era más "natural" y, por lo tanto, más saludable.  En respuesta, Robin Sommers, director ejecutivo y propietario mayoritario de Santa Fe Natural Tobacco Company, afirmó que "los nativos americanos no son un mercado objetivo para American Spirit", afirmando que el uso de esta imagen se debía al objetivo de la empresa de adecuar el consumo de tabaco a una "moderación" percibida por los pueblos indígenas en el siglo XV y que las ganancias de las ventas apoyan a las comunidades nativas. 